# Iwan Jakowlew
Iwan Dmitrijewicz Jakowlew (ros. Иван Дмитриевич Яковлев, ur. 18 stycznia 1910 we wsi Sawwuszka w guberni tomskiej, zm. 26 grudnia 1999 w Moskwie) – radziecki polityk, I sekretarz KC Komunistycznej Partii Kazachstanu w latach 1956–1957.

## Życiorys
Urodzony w rosyjskiej rodzinie chłopskiej, w 1928 wstąpił do WKP(b), od 1930 sekretarz komitetu Komsomołu w jednym z zakładów pracy w Nowosybirsku. Służbę wojskową odbył we Flocie Oceanu Spokojnego. Od 1935 funkcjonariusz partii i rad, 1940-1944 II sekretarz Komitetu Miejskiego WKP(b) w Nowosybirsku, a 1944–1944 – Komitetu Obwodowego WKP(b) w tym mieście. W 1949 ukończył Wyższą Szkołę Partyjną przy KC WKP(b) i został I sekretarzem Komitetu Obwodowego WKP(b) w Nowosybirsku (do sierpnia 1955; później ponownie II sekretarz). Od 6 sierpnia 1955 II sekretarz, a od 6 marca 1956 do 26 grudnia 1957 I sekretarz KC Komunistycznej Partii Kazachstanu, czyli nieformalny przywódca Kazachskiej SRR. Od 10 stycznia 1958 do 7 sierpnia 1961 I sekretarz Komitetu Obwodowego KPZR w Uljanowsku. W latach 1961–1964 przewodniczący Komitetu Wykonawczego Rady Miejskiej w Omsku, następnie do 1973 zastępca przewodniczącego Obwodowego Komitetu Wykonawczego w tym mieście. Później na emeryturze. W latach 1952–1961 członek KC KPZR, deputowany do Rady Najwyższej ZSRR od 3 do 5 kadencji. Pochowany na Cmentarzu Kuncewskim.

## Odznaczenia
- Order Lenina (dwukrotnie – 1957 i 1960)
- Order Rewolucji Październikowej (1980)
- Order Czerwonego Sztandaru Pracy (trzykrotnie – 1944, 1967 i 1970)
- Order „Znak Honoru” (1942)